# Picton (Yorkshire du Nord)
Pour les articles homonymes, voir Picton.
Picton est un village et une paroisse civile du Yorkshire du Nord, en Angleterre.